# Tritonia odhneri
Tritonia odhneri är en snäckart. Tritonia odhneri ingår i släktet Tritonia och familjen Tritoniidae. Inga underarter finns listade i Catalogue of Life.